# Andrena subopercula
Andrena subopercula är en biart som beskrevs av Wu 1982. Andrena subopercula ingår i släktet sandbin, och familjen grävbin. Inga underarter finns listade i Catalogue of Life.